# Jacques de Beaumont (zoologiste)
Pour les articles homonymes, voir Jacques de Beaumont et Beaumont.
Jacques Bouthillier de Beaumont, né à Genève le 26 septembre 1901 et mort à Bevaix en 1985, est un enseignant et directeur de musée vaudois.

## Biographie
Jacques de Beaumont fait toutes ses études à Genève. Licencié ès sciences, docteur en 1929, assistant en biologie générale, il se passionne pour l'entomologie et rejoint en 1932 son ami Robert Matthey, nommé professeur extraordinaire de zoologie à l'Université de Lausanne. Chef de travaux au laboratoire de zoologie, puis privat-docent d'entomologie, il est chargé de cours puis professeur extraordinaire d'entomologie de 1938 à 1967 à l'école de pharmacie puis à la Faculté des sciences dont il sera doyen de 1960 à 1962.
Jacques de Beaumont est conservateur au musée cantonal de zoologie de Lausanne depuis 10 ans quand il est nommé directeur, succédant en 1943 à Paul Murisier. Il réorganise et développe les collections publiques et scientifiques du musée zoologique ainsi que sa bibliothèque. Il fait de ce musée un véritable institut de recherche, publiant lui-même, pendant cette période, 138 travaux, dont 128 études sur les Hyménoptères aculéates, domaine où ses connaissances sont mondialement reconnues.
Très actif dans les sociétés scientifiques suisses d'entomologie, de zoologie ou de sciences naturelles, il a aussi été membre de la Commission scientifique du Parc national (1947-1952) et a milité au sein de la Ligue suisse pour la protection de la nature.

## Sources
- « Jacques de Beaumont », sur la base de données des personnalités vaudoises sur la plateforme « Patrinum » de la Bibliothèque cantonale et universitaire de Lausanne.
- Claude Besuchet, "Jacques de Beaumont (1901-1985): notice biographique", in Bulletin de la Société vaudoise des sciences naturelles, 1986, p. 81-85
- Claude Besuchet, 1985. Jacques de Beaumont (1901-1985). Bulletin romand d'Entomologie 3: 161–163.
- Claude Besuchet, 1985. Jacques de Beaumont 1901-1985. Bulletin de l'ASSH/SHSN 1985/3: 27.
- Olivier Robert, Francesco Panese, Dictionnaire des professeurs de l'Université de Lausanne dès 1890, Lausanne, 2000, p. 55
- Jean de Senarclens, « Jacques de Beaumont » dans le Dictionnaire historique de la Suisse en ligne, version du 6 mai 2004.